# Przypominanie
Przypominanie – wydobycie informacji z pamięci długotrwałej, które wymaga sięgnięcia do jej zasobów. 
Pozornie proces ten polega na odtworzeniu wcześniej zapisanych treści w formie niezmienionej. Faktycznie jednak proces wydobywania wspomnień i danych z pamięci wygląda inaczej. Możemy także rozróżnić kilka sposobów przypominania sobie danych pamięciowych: odtwarzanie, rozpoznawanie i rozumienie.

## Odtwarzanie

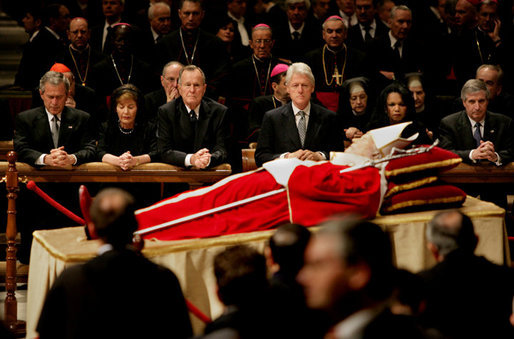
Wielu ludzi potrafi odtworzyć, gdzie byli, dowiedziawszy się o chorobie lub śmierci Jana Pawła II.

Badanie. Frederic Bartlett czytał angielskim studentom legendę indiańską, której ci wcześniej nie znali. Opowiadała ona o tym, jak młody Indianin wybrał się na polowanie na foki. W jego trakcie został przyłączony do grupy wojowników i podczas bitwy raniony. Wydawało mu się, że zaopiekowały się nim duchy. Do domu przynieśli go członkowie plemienia. Mimo że Indianin nie odczuwał bólu, to wkrótce zmarł, a z jego ust wydobyło się coś czarnego.
Bartlett sprawdzał następnie (po upływie różnego czasu), jak dobrze studenci pamiętają tę legendę. Okazało się, że im więcej czasu upłynęło od jej przeczytania, tym bardziej zniekształcone były odtworzone z pamięci historie. Studenci dodawali informacje, które nie były im wcześniej prezentowane, opuszczali pewne elementy historii, przestawiali kolejność zdarzeń, itp. Generalnie opuszczali fragmenty, które były niejasne na gruncie kultury amerykańskiej i uzupełniali historię o informacje „bardziej zrozumiałe”. 
Kolejne badania potwierdziły wniosek Bartletta: przechowujemy w pamięci informacje, które ocenione są jako istotne, stanowią one „punkty orientacyjne”. Podczas przypominania uzupełniamy je o brakujące fragmenty – do głosu dochodzi tak zwana pamięć generatywna. 
Dalsze badania pokazały, że ten proces przypominania dotyczy najczęściej informacji zawartych w pamięci semantycznej. Zdarzenia rzeczywiste (pamięć epizodyczna) odtwarzane są jedynie z niewielkimi zniekształceniami.
Odtwarzanie jest więc procesem przywoływania informacji z pamięci długotrwałej do pamięci krótkotrwałej oraz uzupełniania ich najbardziej prawdopodobnymi danymi (zobacz też: fałszywe wspomnienie). Dzięki temu dane pamięciowe stają się świadome i możliwe do zakomunikowania.

## Rozpoznawanie
Inaczej przebiega proces rozpoznawania informacji. Napływająca na bieżąco informacja jest dopasowywana do danych pamięciowych, dzięki czemu orientujemy się, czy jest ona nam znana i jeśli tak, to jak się z nią zetknęliśmy.
Eksperyment. Badacze czytali ludziom definicje rzadko używanych wyrazów i prosili, aby nazwali te wyrazy. Badani często mieli informacje „na końcu języka” – wiedzieli, że wiedzą o co chodzi (lub też byli pewni, że nie posiadają tej informacji w pamięci). Jednak nie potrafili odtworzyć jej dokładnie. Byli w stanie natomiast przypomnieć sobie „jak wygląda ten wyraz” – np. czy jest długi czy krótki, niekiedy na jaką sylabę się zaczyna lub do jakiego innego wyrazu jest podobny. 
Rozpoznawanie jest zwykle łatwiejsze niż odtwarzanie. 
Przykład. Proszę przypomnieć sobie jak wygląda banknot 50-złotowy. Czy głowa króla jest skierowana w lewo czy w prawo? Czy podpis głównego skarbnika jest na rewersie czy na awersie? Co jest tam, gdzie nie ma głowy króla? Ile jest orzełków na banknocie? 
Przy odpowiadaniu na te pytania odbywałby się proces odtwarzania. Rozpoznawanie polegałoby np. na odróżnieniu banknotu fałszywego od prawdziwego. Gdybyśmy zobaczyli banknot, w którym głowa króla jest odwrócona w prawą stronę (a nie lewą, tak jak powinno być), to łatwo zorientowalibyśmy się, że jest on fałszywy. Tu zaszedłby proces rozpoznawania. 
Zobacz też: efekt Stroopa

## Rozumienie, identyfikacja
„Identyfikacja” to pojęcie wieloznaczne w psychologii, podobnie jak „rozumienie”. W kontekście pamięci mówi się o tym, że informacje napływające do naszych zmysłów są porównywane z danymi zmagazynowanymi w pamięci. Dzięki temu dane dostarczane przez zmysły nabierają odpowiedniego znaczenia (są identyfikowane).
Gdy np. patrzę na telefon komórkowy, to wiem, że w środku jest bateria, mimo iż jej nie widzę. Podobnie gdy patrzę na telefon – zabawkę, wiem, że w środku nie ma baterii, mimo że dane zmysłowe w obu przypadkach są bardzo podobne. Informacje dostarczone przez zmysły są porównane z danymi zmagazynowanymi w pamięci i w ten sposób dochodzi do identyfikacji przedmiotu. 
Niektórzy badacze używają pojęcia „rozumienie” na proces porównywania napływających danych z danymi sensorycznymi. 
Rozpoznanie polega więc na odkryciu, że przedmiot jest znajomy (pamiętam, że miałem z nim do czynienia). Identyfikacja zaś na uzupełnianiu danych spostrzeżeniowych przez informacje zakodowane w pamięci.
Trudno jest tu jednoznacznie wytyczyć granicę między spostrzeganiem a pamięcią, procesy te zachodzą na siebie.

## Literatura
- Lindsay H., Norman D.A. (1991). Procesy przetwarzania informacji u człowieka. Warszawa: Wydawnictwo Naukowe PWN. ISBN 83-01-04689-9
- Kosslyn S.M., Rosenberg R.S (2006). Psychologia. Mózg, człowiek, świat. Kraków: Wydawnictwo Znak. ISBN 978-83-240-0734-9. ISBN 83-240-0734-2.
- Maruszewski T. (2001). Psychologia poznania. Gdańsk: Gdańskie Wydawnictwo Psychologiczne. ISBN 83-87957-51-8